# Konstanz
Konstanz (în română, rar: Constanța, în franceză și engleză: Constance, în latină Constantia) este un oraș important din sudul Germaniei, situat la locul de ieșire a Rinului din lacul Bodensee, direct la frontiera cu Elveția. 
De cealaltă parte a frontierei se află orașul elvețian Kreuzlingen. Cele două orașe sunt lipite unul de altul, granița trecând printre ele. Văzute de sus, ele par un singur oraș. Astfel se explică părerea greșită că orașul Konstanz s-ar afla în Elveția.

## Universitatea
Universitatea din Konstanz a fost înființată în 1966. În cadrul unui parteneriat cu Universitatea „Alexandru Ioan Cuza” din Iași oferă unui număr de circa 100 de studenți români posibilitatea de a studia pentru unul sau mai multe semestre în oraș, urmând cursuri de licență, masterat sau doctorat.

## StatuiaImperia
Statuia „Imperia” din portul orașului Konstanz a fost realizată în 1993 de sculptorul Peter Lenk. Imperia este numele curtezanei din romanul satiric al lui Honoré de Balzac „La belle Imperia”, din timpul Conciliului de la Konstanz (1414-1418). Imperia ține pe palme 2 bărbați goi: în dreapta pe împăratul Sigismund de Luxemburg, în stânga pe papa Martin al V-lea. Statuia satirizează moravurile ușoare ale politicii. Este cea mai mare statuie din lume dedicată unei curtezane.

## Galerie de imagini

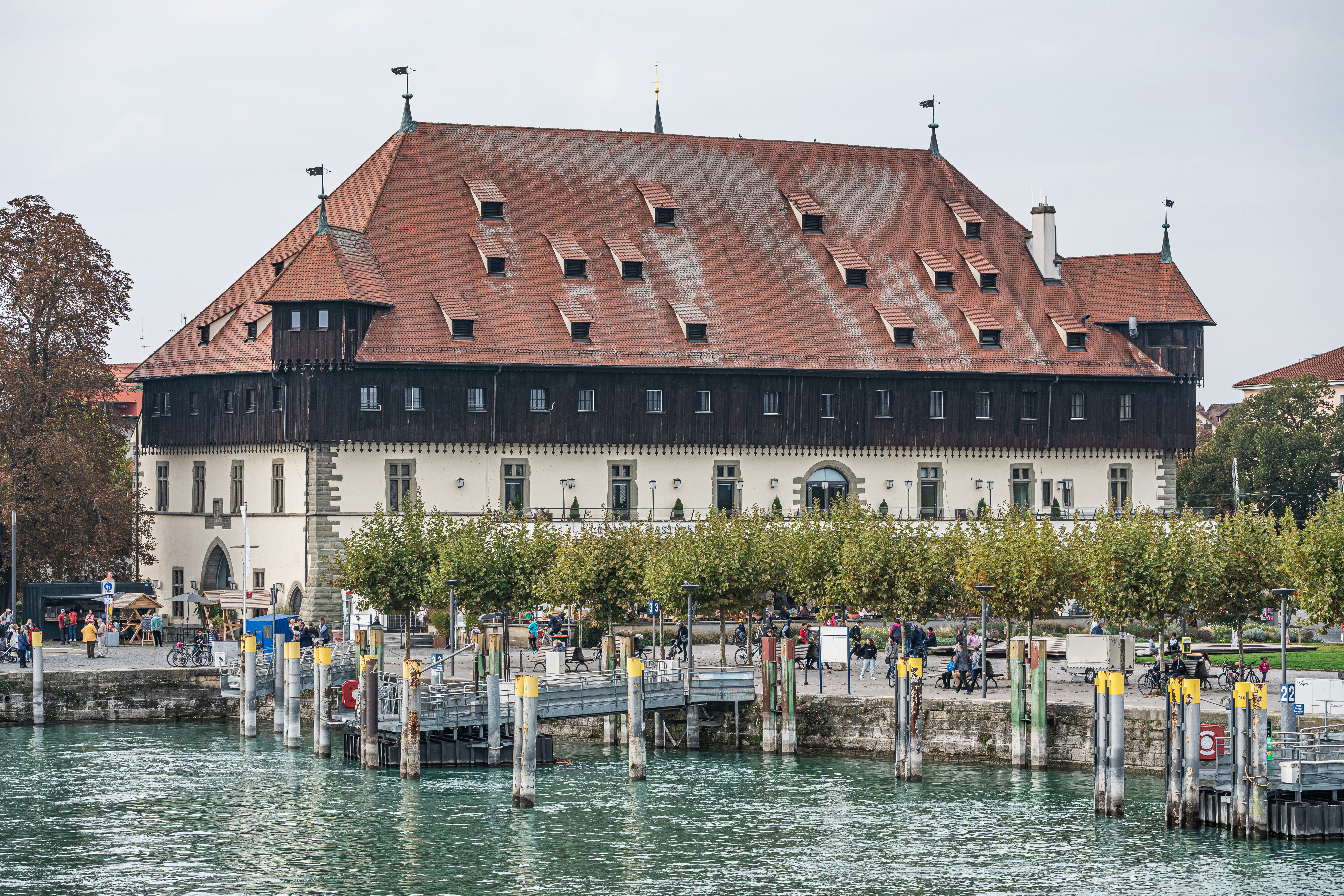
Clădirea în care a avut loc Conciliul de la Konstanz (1414-1418)
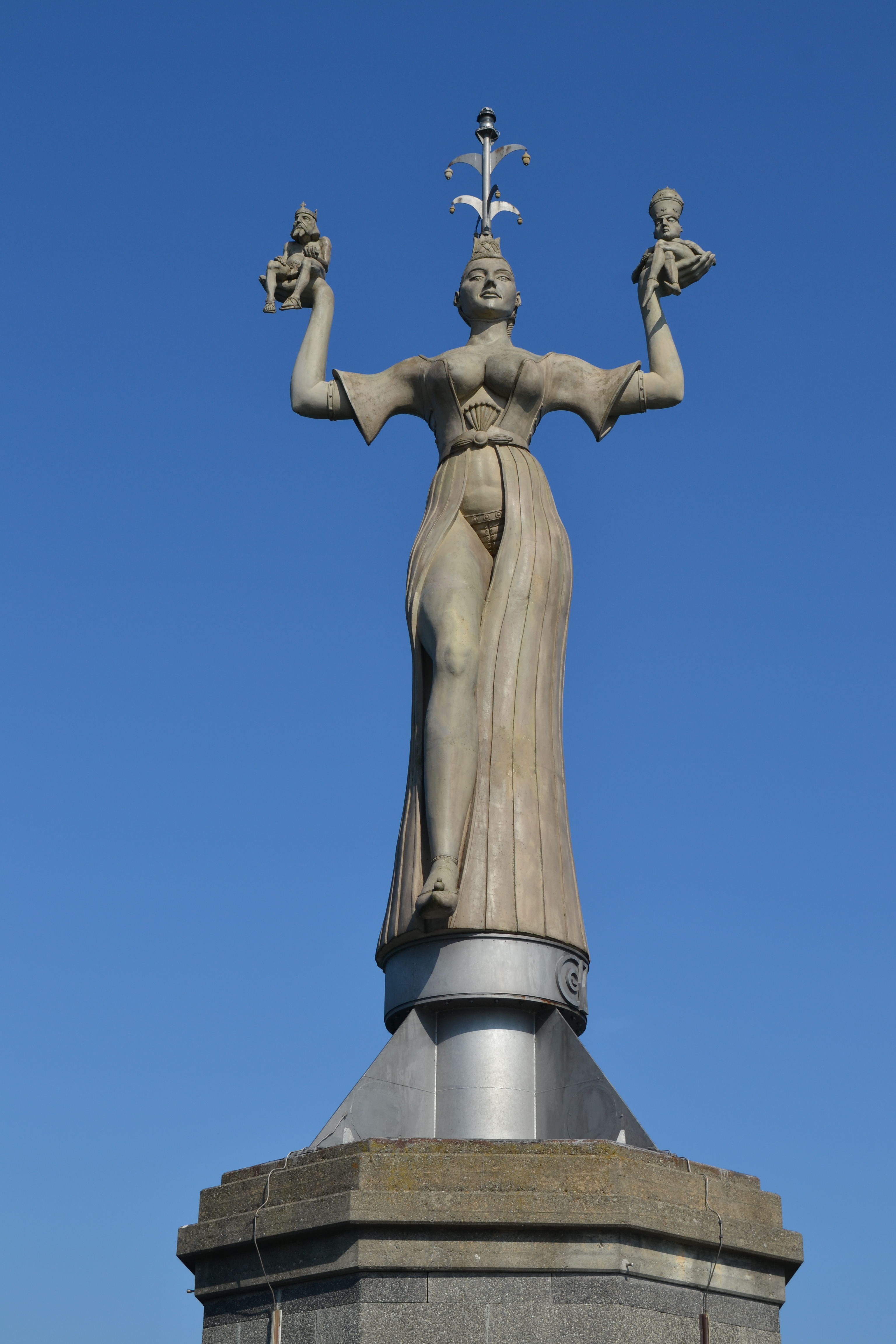
Statuia „Imperia” din orașul Konstanz
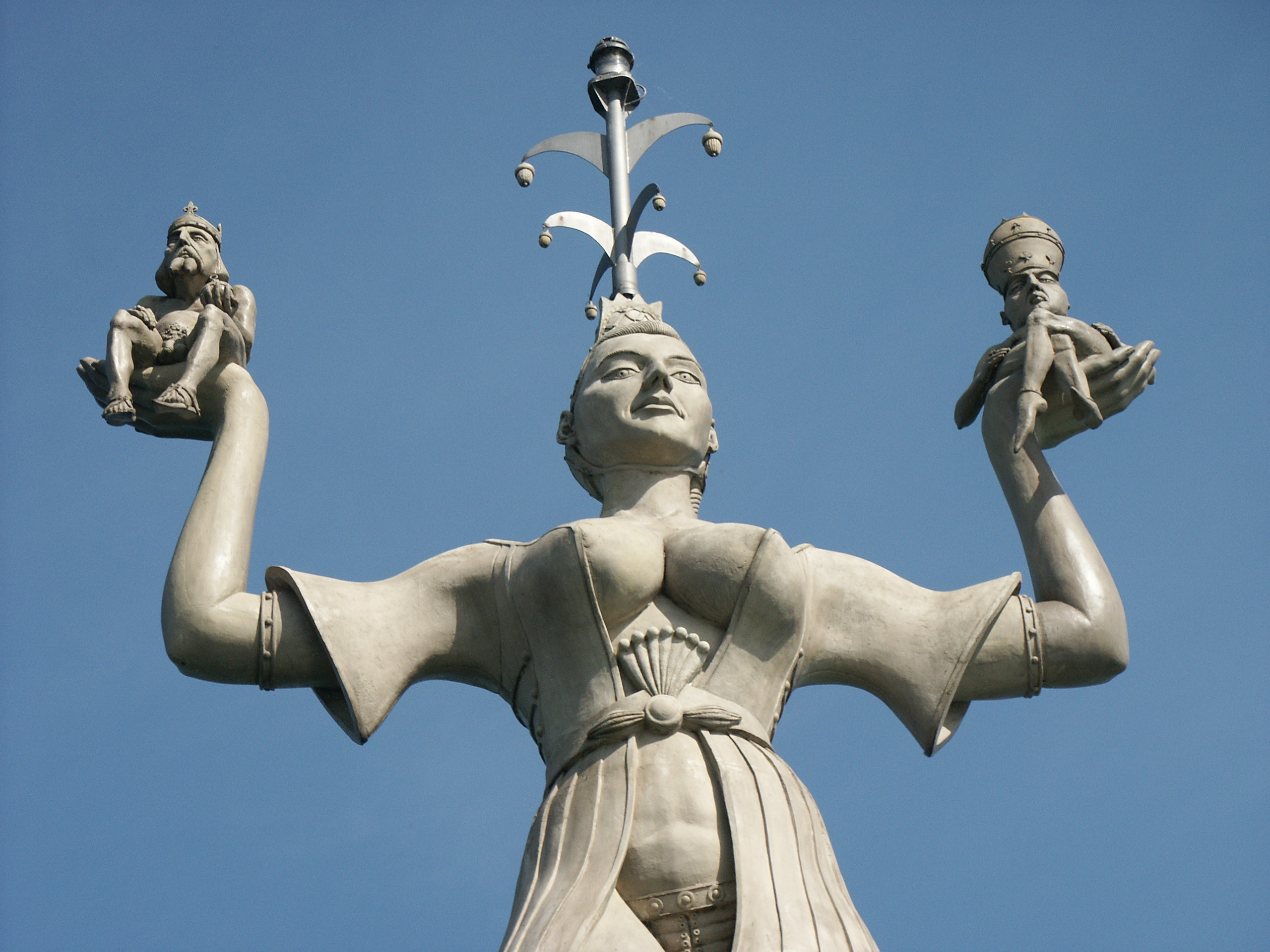
Statuia "Imperia" din orașul Konstanz (detaliu)